# Wiktor Lundberg
Wiktor Albert Lundberg, född 12 mars 1890 i Sollefteå församling, Västernorrlands län, död 28 april 1976 i Östersunds församling ,Jämtlands län, var en svensk hovfotograf.

## Biografi
Wiktor Lundberg var son till målarmästare Johan Olof Lundberg och hans hustru, född From. Efter avslutad skolgång anställdes han som medhjälpare till fotograf Karl Stein i Sollefteå. Han var därefter anställd som fotograf i Werner Wångströms ateljé i Örnsköldsvik till 1908. Lundberg arbetade sedan för hovfotograf Oscar Olsson i Östersund 1908–1923 och därefter som ägare av ateljén. När han upphörde med verksamheten 1958 skänkte han omkring 265 000 glasplåtar och negativ till Föreningen Gamla Östersund, som successivt efter katalogisering överfördes till Jämtlands läns museum. Han medverkade i ett flertal fotoutställningar där han tilldelades diplom och utmärkelser. Lundberg är representerad med fotografier vid Moderna museet i Stockholm.